# Asamangulia cuspidata
Asamangulia cuspidata es un coleóptero de la familia Chrysomelidae.
Fue descrita científicamente por primera vez en 1915 por Maulik.